# Frederik Adolf van der Marck

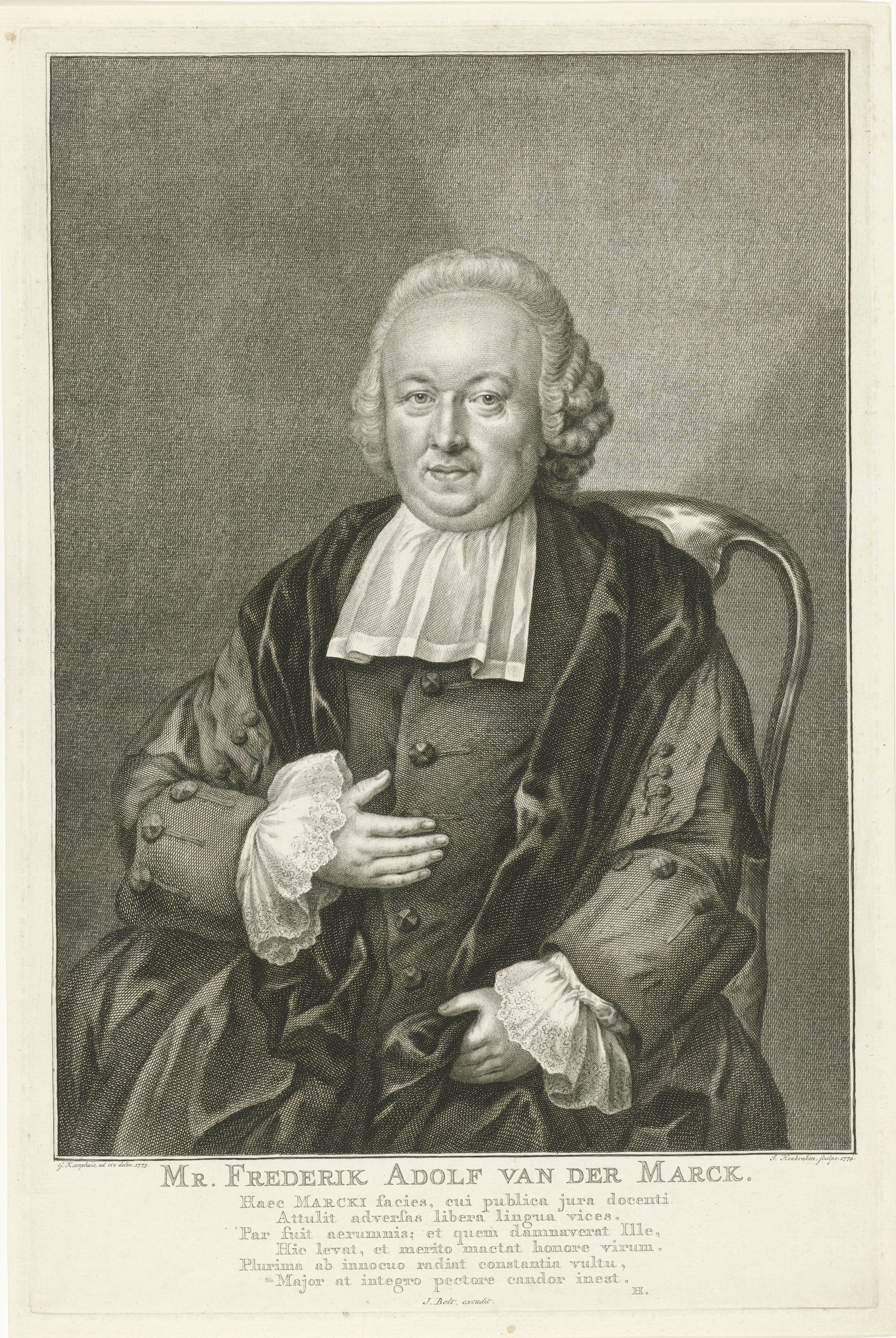

Friedrich Adolf van der Marck (Graafschap Mark, 9 maart 1719 - Groningen, 1 november 1800), ook wel Frederik, was een Duitse jurist en filosoof, die zich in 1748 in Nederland vestigde en daar zijn academische loopbaan voortzette.
Aan zijn hoogleraarschap in Groningen (1758-1773) kwam een eind toen hij wegens zijn vrijzinnige denkbeelden over de verhouding tussen kerk en staat en zijn patriottische sympathieën werd afgezet. Vervolgens werkte hij in Lingen, Deventer en Burgsteinfurt. De omwenteling van 1795 had voor hem tot gevolg dat hij kon terugkeren naar Groningen, waar hij tot zijn dood op 81-jarige leeftijd in functie bleef.